# 羅日謝區

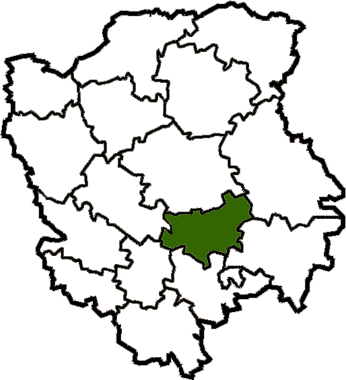
撤销前羅日謝區在沃倫州的位置

羅日謝區（烏克蘭語：Рожищенський район），曾是烏克蘭的一個區，位於該國西部，由沃倫州負責管轄，首府設於羅日謝，面積928平方公里，2015年人口39,604，人口密度每平方公里43.5人。
该区在2020年7月18日的乌克兰行政区划改革中被撤销，改革后沃伦州下分为4个区，羅日謝區合并至盧茨克區。